# Lettera di Pietro a Filippo

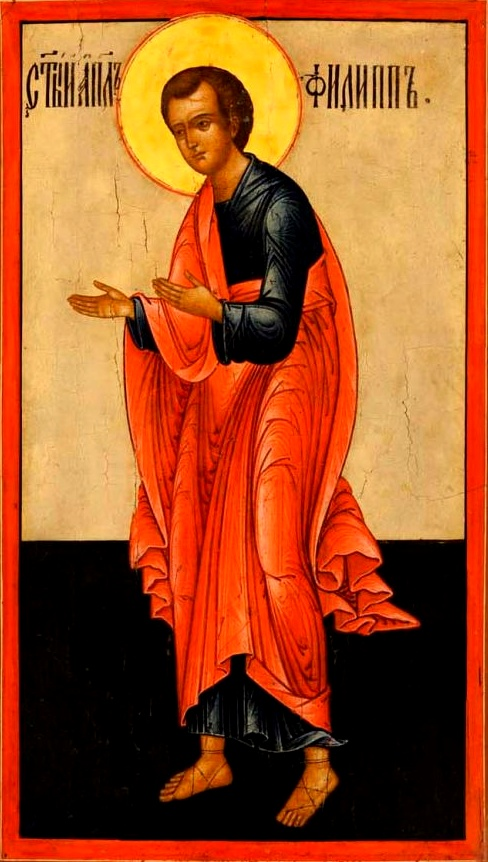
Ritratto di San Filippo apostolo in un'icona ortodossa

La Lettera di Pietro a Filippo è un testo cristiano, composto tra il 170 e il 220 d.C., probabilmente in lingua greca, ma si è conservato solo in lingua copta, tramandata da uno dei codici di Nag Hammadi (VIII.2) e dal Codice Tchacos, entrambi risalenti al III-IV secolo, in due versioni non esattamente uguali. La Lettera sarebbe stata scritta da Pietro apostolo a Filippo apostolo, ma è considerata pseudoepigrafa. Non inclusa nel canone della Bibbia, è uno degli apocrifi del Nuovo Testamento.

## Composizione e contenuto
La lettera è  datata tra la fine del II e l'inizio del III secolo sulla base di somiglianze con l'Apocrifo di Giovanni e Ireneo di Lione. L'autore della lettera dovrebbe essere Pietro apostolo, ma si tratta di un'attribuzione pseudoepigrafa. Nel testo sono presenti molte parole in prestito dalla lingua greca, indizio che l'opera fu composta originariamente in greco, sebbene poi si sia conservata solo nella versione copta. L'autore era probabilmente uno gnostico esperto di tradizione cristiana, che espose in maniera gnostica.
Si tratta in realtà di un "discorso di rivelazione", in cui Gesù risorto risponde alle domande dei discepoli, spiegando loro le ragioni per le quali sono perseguitati. La lettera vera e propria di Pietro a Filippo fu posta all'inizio del trattato per dargli autorevolezza.